# Oktay Sinanoğlu
Oktay Sinanoğlu (* 25. Februar 1935 in Bari; † 19. April 2015 in Miami) war ein türkischer Chemiker und Biophysiker. Er war 37 Jahre Professor für Chemie an der Yale University und zweimal für den Nobelpreis für Chemie nominiert. 

## Leben
Sinanoğlu wurde 1935 als Sohn von Nüzhet Haşim und Rüveyde Sinanoğlu geboren. Sein Vater war Beamter im türkischen Konsulat in Bari und schrieb Bücher zur griechischen und römischen Mythologie und zu Petrarca. Seine Schwester Esin Afşar (1936–2011) war eine bekannte Sängerin und Schauspielerin.
Im Juli 1938 ging die Familie kurz vor Ausbruch des Zweiten Weltkrieges in die Türkei zurück. Sinanoğlu besuchte bis 1951 das TED Ankara Koleji und ging 1953 zum Studium in die Vereinigten Staaten an die University of California, Berkeley, die er 1956 mit einem Bachelor abschloss. Im folgenden Jahr erhielt er seinen Master am Massachusetts Institute of Technology (MIT) und erhielt 1962 das Sloan-Forschungsstipendium. Anschließend promovierte er bis 1960 an der University of California.
Im Jahr 1960 ging Sinanoğlu an die Yale University und wurde 1963 dort ordentlicher Professor für Chemie.  Mit 28 Jahren war er damit der jüngste Professor der Universität im 20. Jahrhundert und wahrscheinlich der drittjüngste Professor in der 300-jährigen Geschichte der Universität. 1964 gründete er den Fachbereich für theoretische Chemie an der Universität. Während seiner Zeit in Yale entwickelt er die „Many Electron Theory of Atoms and Molecules“ (1961), die „Solvophobic Theory“ (1964), die „Network Theory of Coupled Chemical Reactions“ (1974), die „Microthermodynamic surface tension“(1981) und die „Valency Interaction Formula Theory“ (1983). Außerdem entwickelte er die Methode „Sinanoğlu Made Simple“ aus seinen mathematischen Theorien und veröffentlichte diese im Jahr 1988. Mithilfe dieser Methode und der Nutzung einfacher Bilder können Chemiker voraussagen, wie komplexe chemische Reaktionen ablaufen, und komplexe Probleme der Quantenchemie lösen. Nach 37 Jahren in Yale ging Sinanoğlu 1997 in den Ruhestand. Während seiner Karriere war er häufig Berater mehrerer türkischer Universitäten, der Türkischen Anstalt für Wissenschaftliche und Technologische Forschung (TÜBITAK) und der Japan Society for the Promotion of Science (JSPS). Im Jahr 1962 bestellte ihn das Kuratorium der Technischen Universität des Nahen Ostens in Ankara zum „Consulting Professor“ (beratender Professor). Er ist bisher der einzige, der diesen Titel erhielt.
Nach seinem Abschied aus Yale wurde Sinanoğlu Professor im Fachbereich Chemie der Yıldız Teknik Üniversitesi in Istanbul, wo er bis 2002 lehrte.
2001 veröffentlichte die türkische Autorin Emine Çaykara das Buch Türk Aynştaynı Oktay Sinanoğlu Kitabı (dt. Der türkische Einstein – Das Oktay-Sinanoğlu-Buch).
Oktay Sinanoğlu starb am 19. April 2015 nach einem kurzen Krankenhausaufenthalt in Miami im Alter von 80 Jahren. Seine sterblichen Überreste wurde nach Istanbul überführt. Nach einer Gedenkveranstaltung im Caddebostan Kulturzentrum in Kadıköy und dem Totengebet in der Şakirin-Moschee wurde er auf dem Friedhof Karacaahmet bestattet.

## Privatleben
Am 21. Dezember 1963 heiratete Oktay Sinanoğlu Paula Armbruster, die an der Yale University studierte, in der Kapelle des Branford College in Yale. Das Paar hat einen Sohn. Nach der Scheidung heiratete er Dilek Sinanoğlu, mit der er Zwillinge hatte. Die Familie lebte in Fort Lauderdale, Florida und in Istanbul.

## Auszeichnungen
Im Jahr 1966 erhielt er den „TÜBITAK Science Award“ für Chemie, 1973 den Humboldt-Forschungspreis für Chemie und 1975 den „International Outstanding Scientist Award of Japan“. Sinanoğlu war zweimal für den Nobelpreis für Chemie nominiert. 1970 wurde er in die American Academy of Arts and Sciences aufgenommen.

## Veröffentlichungen (Auswahl)
Sinanoğlu war Autor und Co-Autor zahlloser Bücher und wissenschaftlicher Artikel zur Chemie. Er veröffentlichte aber auch Bücher zur Türkei und zur türkischen Sprache, wie etwa Target Turkey und Bye-Bye Türkçe.
- Intermolecular Forces and Statistical Mechanics. Dissertation, University of California, Berkeley 1959
- Modern Quantum Chemistry — Istanbul Lectures. 3 Bände, Academic Press, New York 1965
- mit Kenneth Berle Wiberg: Sigma Molecular Orbital Theory. Yale Press, New Haven, 1970
- mit K. Brueckner: Three Approaches to Electron Correlation in Atoms. Yale Press, New Haven/London, 1970
- Türkçe eğitimin önemi. Malatya Belediyesi, Malatya 2001
- Bir Nev-York rüyası "Bye-Bye" Türkçe: Türkçe giderse Türkiye gider. Alfa, Istanbul 2006
- mit Yalçın Küçük; Banu Avar; Erol Bilbilik: Çökmeden. Destek Yayınları, Ankara 2009
- Adam. Bilim + Gönül Yayınları, Istanbul 2013
- Türkiye nereden, nereye?. Bilim + Gönül Yayınları, Istanbul 2015